# Obština Rakitovo
Obština Rakitovo (bulharsky Община Ракитово) je bulharská jednotka územní samosprávy v Pazardžické oblasti. Leží ve středním Bulharsku v Západních Rodopech. Správním střediskem je město Rakitovo, kromě něj obština zahrnuje 1 město a 1 vesnici. Žije zde zhruba 15 tisíc stálých obyvatel.

## Sídla
Všechna sídla v obštině jsou samosprávná.
| - Dorkovo - Kostandovo - Rakitovo (sídlo správy) |

## Sousední obštiny
| Růžice kompasu |           | Septemvri        | Pazardžik | Růžice kompasu |
| Růžice kompasu | Velingrad | Sever            | Peštera   | Růžice kompasu |
| Růžice kompasu | Velingrad | Obština Rakitovo | Peštera   | Růžice kompasu |
| Růžice kompasu | Velingrad | Jih              | Peštera   | Růžice kompasu |
| Růžice kompasu |           | Batak            |           | Růžice kompasu |

## Obyvatelstvo
V obštině žije 14 988 stálých obyvatel a včetně přechodně hlášených obyvatel 16 445. Podle sčítáni 1. února 2011 bylo národnostní složení následující:
- Bulhaři: 8 234 (75.7 %)
- Romové: 2 373 (21.8 %)
- Turci: 40 (0.4 %)
- ostatní: 225 (2.1 %)